# Oleksandrivka (Bârzula), Bârzula
Oleksandrivka (în ucraineană Олександрівка) este un sat în comuna Bârzula din raionul Bârzula, regiunea Odesa, Ucraina.

## Demografie
Componența lingvistică a localității Oleksandrivka
     Română (59,51%)
     Rusă (28,29%)
     Ucraineană (11,71%)
     Alte limbi (0,49%)
Conform recensământului din 2001, majoritatea populației localității Oleksandrivka era vorbitoare de română (59,51%), existând în minoritate și vorbitori de rusă (28,29%) și ucraineană (11,71%).

## Vezi și
- Românii de la est de Nistru